# Robinsonia evanida
Robinsonia evanida là một loài bướm đêm thuộc phân họ Arctiinae, họ Erebidae.